# Hans Netten
J.C.M. (Hans) Netten (Eindhoven, 25 september 1941) is een Nederlands politicus van het CDA
Hij was chef kabinet en voorlichting van de gemeente Den Bosch voor hij in februari 1981 benoemd werd tot burgemeester van de toenmalige Noord-Brabantse gemeente Leende. In april 1991 volgde zijn benoeming tot burgemeester van de gemeenten Geffen en Nuland. Op 1 januari 1993 fuseerden de gemeenten Geffen, Nuland en Vinkel tot de gemeente Maasdonk waarvan Netten de burgemeester werd. In oktober 2002 kwam na ruim 21 jaar een einde aan zijn burgemeesterscarrière toen hij vervroegd met pensioen ging.